# Železniška postaja Ortnek
Železniška postaja Ortnek je ena izmed železniških postaj v Sloveniji, ki oskrbuje bližnje naselje Ortnek in tamkajšnje skladišče Zavoda Republike Slovenije za blagovne rezerve.